# پدرو سا
پدرو سا (انگلیسی: Pedro Sá؛ زادهٔ ۱ دسامبر ۱۹۹۳) بازیکن فوتبال اهل پرتغال است.
از باشگاه‌هایی که در آن بازی کرده‌است می‌توان به باشگاه فوتبال وارزیم اشاره کرد.

## دوران باشگاهی
سا در پووا د وارزیم متولد شد و در سن ۹ سالگی به رده‌های پایه باشگاه فوتبال وارزیم پیوست. او اولین فصل بزرگسالی خود را با هشت بازی در دسته سوم در فصل ۲۰۱۲–۲۰۱۳ گذراند و در سه فصل بعد به‌طور منظم بازی کرد. در آخرین فصل در سگوندا لیگا، او همچنین در دو بازی برای تیم دوم آنها در لیگ منطقه اول اتحادیه فوتبال پورتو ظاهر شد.
قبل از فصل ۱۷–۲۰۱۶، سا با پورتیموننسه از همان لیگ قرارداد امضا کرد. در ژوئیه ۲۰۱۸، دادگاهی در پووا د وارزیم به باشگاه قبلی دستور داد تا مقداری از هزینه انتقال را به Foot Emotions، مشاورین نقل و انتقالات سا، بپردازد. تیم آلگاروه در اولین سال حضور خود به عنوان قهرمان، صعود کرد.
سا اولین بازی خود در لیگ برتر فوتبال پرتغال را در ۷ اوت ۲۰۱۷ انجام داد و در جریان برد خانگی ۲ بر ۱ را در برابر بواویشتا ۹۰ دقیقه در میدان بود. او در ۲۷ بازی دیگر در طول فصل بازی کرد و در ۲۳ اکتبر در تساوی ۳–۳ در باشگاه فوتبال ویتوریا گلزنی کرد.